# József Turóczi-Trostler
József Turóczi-Trostler (* 1888 in Moskóc, Königreich Ungarn; † 1962 in Budapest) war ein ungarndeutscher Literaturwissenschaftler und Journalist.

## Leben
Von 1909 bis 1911 studierte er u. a. bei Jacob Bleyer Germanistik und Hungarologie in Budapest, wo er über die Märchen E. T. A. Hoffmanns promovierte. Nach Kriegsende wurde er 1919 zum Professor für vergleichende Literaturwissenschaft an der Universität Budapest ernannt und hierauf von 1949 bis 1961 zum Professor für deutsche Literatur- und Sprachwissenschaft und Folklore. Von 1922 bis 1944 war Turóczi-Trostler Rezensent für den Pester Lloyd. Zusammen mit Jakob Bleyer und Andreas Haliczky gehörte er zu einer Gruppe von Germanisten in Budapest, die sich auch journalistisch in der Budapester deutschsprachigen Presse betätigten.